# Glaucocharis kangraensis
Glaucocharis kangraensis là một loài bướm đêm trong họ Crambidae.